# Coffea mapiana
Coffea mapiana là một loài thực vật có hoa trong họ Thiến thảo. Loài này được Sonké, Nguembou & A.P.Davis mô tả khoa học đầu tiên năm 2006.